# Ibrahima Idrissou
Ibrahima Idrissou, född 1940, är en friidrottare från Benin. Han deltog vid olympiska sommarspelen 1972.